# Гринёв, Николай Николаевич
Никола́й Никола́евич Гринёв (5 декабря 1947 — 23 апреля 2017, Великий Новгород) — генеральный директор Новгородского государственного объединённого музея-заповедника, Заслуженный работник культуры РФ.

## Биография
В 1983—1990 годы — старший преподаватель кафедры истории СССР Новгородского государственного педагогического института.
С 1991 по 2010 год — генеральный директор музея-заповедника; с мая 2012 года — эксперт музея по изучению и популяризации объектов культурного наследия. Способствовал развитию музея, в том числе в 1990-е годы. В 2015—2017 годах работал со студентами Новгородского университета, продолжал исследования древнейших летописных сведений о возникновении политического центра Новгородской земли, происхождении особенностей древнейшей топографии, редакций и источников легенды о призвании варяжских князей в Новгородской Первой летописи младшего извода. Член Совета отделения Российского исторического общества в Великом Новгороде.
Причастен к возвращению городу прежнего названия «Великий Новгород».
Скончался 23 апреля 2017 года в Великом Новгороде. Похоронен на Ермолинском кладбище.

## Награды
- Почётные грамоты и Благодарности администрации Новгородской области, администрации Великого Новгорода, Министерства культуры РФ;
- Почётная грамота Президента Российской Федерации (2010) — за заслуги в области культуры и многолетнюю плодотворную работу[5];
- Знак «За заслуги перед Новгородской областью»;
- Орден Почёта (1998)[6];
- Медаль Ярослава Мудрого II степени Новгородского Государственного Университета им. Ярослава Мудрого (2015)[7];
- Заслуженный работник культуры РФ[1][2].